# Opsonisatie
Opsonisatie is het proces waarbij een ziekteverwekker of ander lichaamsvreemd deeltje wordt beladen met het antilichaammolecuul opsonine, zodat het opgenomen kan worden door fagocyten. Opsonisatie zorgt voor een sterk verhoogde efficiëntie van fagocytose.
B-lymfocyten, belangrijke immuuncellen van de verworven afweer, kunnen de immunoglobuline G (IgG) aan het oppervlak van bacteriën en andere pathogenen afzetten. De gebonden IgG-antilichamen passen met hun vrije Fc gedeelte op de Fc-receptoren die voorkomen op fagocyten, zoals macrofagen en dendritische cellen. Een ander voorbeeld is onderdeel uit het complementsysteem. Wanneer complement geactiveerd wordt en complement C3b hecht aan de celwand van de bacterie kunnen eveneens de fagocyten dit herkennen door met hun CR1 receptoren te hechten aan het gebonden C3b complement. 